# Violencia sexual en la insurgencia iraquí
El Estado Islámico (EI) ha utilizado la violencia sexual contra hombres y mujeres de manera terrorista. La violencia sexual, según la definición de la Organización Mundial de la Salud, incluye “todo acto sexual, la tentativa de consumar un acto sexual, los comentarios o insinuaciones sexuales no deseados o las acciones para comercializar o utilizar de cualquier otro modo la sexualidad de una persona mediante coacción por otra persona, independientemente de su relación con la víctima, en cualquier ámbito, incluidos, entre otros, el hogar y el trabajo”. El EI ha utilizado la violencia sexual para socavar la sensación de seguridad en las comunidades y recaudar fondos mediante la venta de cautivos como esclavos sexuales.

## Antecedentes
En el Iraq moderno hay antecedentes de violencia sexual, especialmente cuando la ejerce el Estado. Después de la revolución iraní de 1979, Saddam Hussein detuvo y deportó a 40.000 iraquíes de fe chiita. Muchas de estas familias fueron sometidas a violaciones y torturas en los campos de internamiento. Durante la guerra entre Irán e Irak, la policía secreta iraquí agredía sexualmente a los prisioneros y grababa en vídeo los hechos. Durante la operación Anfal, las tropas de Saddam violaron a mujeres kurdas. Después de la guerra del Golfo, las sanciones contra Iraq paralizaron la economía y debilitaron los recursos del gobierno; en Bagdad se secuestraron mujeres que luego fueron vendidas como esclavas sexuales.
La invasión de Iraq en 2003 desmanteló las fuerzas de seguridad iraquíes, lo que dio lugar a una "ola" de violencia sexual. Entre 2003 y 2006, desaparecieron hasta 3.500 mujeres iraquíes, muchas de las cuales se teme que hayan sido vendidas como esclavas sexuales. A medida que las medidas adoptadas para desmantelar el Partido Baaz fueron despojando a los sunitas de poder, muchas mujeres sunitas recurrieron a la prostitución para sobrevivir. Bajo la administración estadounidense, la prisión de Abu Ghraib siguió utilizándose para abusar sexualmente de los prisioneros. Dada la atención internacional que despertó la prisión tras el control estadounidense, "el Estado Islámico de Irak y el Levante hizo referencia obsesiva al escándalo de Abu Ghraib de 2005 para justificar su violencia de género y desviar las críticas sobre sus abusos". Después de la retirada estadounidense, las fuerzas de seguridad iraquíes y kurdas continuaron con la violencia sexual de sus predecesoras; Human Rights Watch documentó agresiones sexuales a mujeres (especialmente sunitas), a veces delante de sus maridos o hijos.

## Declaración de justificación
En octubre de 2014, en su revista digital Dabiq, el EI alegó explícitamente una justificación religiosa para esclavizar a las mujeres yazidíes. En concreto, el EI argumentó que las yazidíes eran adoradoras de ídolos y apeló a la práctica de la sharía de obtener botines de guerra. El EI afirma que ciertos hadices y versículos coránicos respaldan su derecho a esclavizar y violar a mujeres cautivas no musulmanas. El EI apeló a creencias apocalípticas y "afirmó su justificación en un hadiz que interpretan como una descripción del resurgimiento de la esclavitud como precursor del fin del mundo". Se ha dado otra justificación diciendo que "según la doctrina del EI, estos actos eran permisibles hacia los no creyentes que se negaban a adherirse al Islam. Por lo tanto, según la ley islámica, las mujeres eran concubinas y el botín de una yihad". Se dice que el Estado Islámico como entidad organizativa ha "adoptado ciertas formas de violencia sexual, incluida la esclavitud sexual y el matrimonio infantil, definiendo quiénes podían ser objeto de persecución y regulando las condiciones en las que se podía perpetrar dicha violencia". Según Dabiq, "esclavizar a las familias de los kafir y tomar a sus mujeres como concubinas es un aspecto firmemente establecido de la Sharia que, si uno lo negara o se burlara, estaría negando o burlándose de los versículos del Corán y la narración del Profeta... y, por lo tanto, apostatando del Islam". A fines de 2014, el EI publicó un panfleto que se centraba en el tratamiento de las esclavas. Dice que a los combatientes se les permite tener relaciones sexuales con niñas adolescentes y golpear a los esclavos como disciplina. Las directrices del panfleto también permiten a los combatientes comerciar con esclavas, incluso a cambio de sexo, siempre que no hayan sido preñadas por su dueño. Charlie Winter, investigador del grupo de expertos antiextremistas Quilliam, calificó el panfleto de "aborrecible". Además, se afirma que "está permitido golpear a la esclava como forma de disciplina, pero está prohibido golpearla con el fin de obtener gratificación o para torturarla". El New York Times dijo en agosto de 2015 que "la violación sistemática de mujeres y niñas de la minoría religiosa yazidí se ha enredado profundamente en la organización y la teología radical del Estado Islámico en el año transcurrido desde que el grupo anunció que estaba reviviendo la esclavitud como institución". Es evidente que "el hecho de que el EI pareciera tolerar y no castigar -según nuestro conocimiento- los casos de violación en grupo de mujeres yazidíes indica que este patrón era una práctica".
El EI ha recibido críticas generalizadas de los eruditos musulmanes y otros en el mundo musulmán por usar parte del Corán para derivar una sentencia de forma aislada, en lugar de considerar todo el Corán y el Hadith. A finales de septiembre de 2014, un grupo de 126 eruditos islámicos había firmado una carta abierta al líder del Estado Islámico, Abu Bakr al-Baghdadi, rechazando las interpretaciones que su grupo hacía del Corán y el Hadiz con el objeto de justificar sus acciones. La carta acusó al grupo de instigar la fitna (sedición) al instituir la esclavitud bajo su gobierno en contravención del consenso antiesclavista de la comunidad académica islámica. Según Martin Williams en The Citizen, algunos salafistas de línea dura aparentemente consideran el sexo extramatrimonial con múltiples parejas como una forma legítima de guerra santa y es "difícil conciliar esto con una religión donde algunos seguidores insisten en que las mujeres deben estar cubiertas de la cabeza a los pies, con solo una estrecha ranura para los ojos". Según Mona Siddiqui, la "narrativa del EI puede estar envuelta en el lenguaje familiar de la yihad y de la 'lucha por la causa de Alá', pero equivale a poco más que la destrucción de todo aquello que no esté de acuerdo con ellos"; describe al EI como un reflejo de una "mezcla letal de violencia y poder sexual" y una "visión profundamente errónea de la hombría". En respuesta al panfleto del EI sobre el tratamiento de los esclavos, Abbas Barzegar, profesor de religión en la Universidad Estatal de Georgia, dijo que los musulmanes de todo el mundo encuentran "grotesca y aborrecible" la "interpretación alienada del Islam" del EI. Los líderes y eruditos musulmanes de todo el mundo han rechazado la validez de esas afirmaciones, afirmando que la reintroducción de la esclavitud es antiislámica, que están obligados a proteger a la "Gente de las Escrituras", incluidos cristianos, judíos, musulmanes y yazidíes, y que las fatwas del EI son inválidas debido a su falta de autoridad religiosa y a su inconsistencia con el Islam.

## Atención internacional
Un artículo en Foreign Policy sugiere la existencia de "un sesgo contra la cobertura de violaciones y agresiones sexuales, ya que tienden a ser vistos por algunos como 'asuntos de mujeres' en lugar de tácticas insurgentes 'convencionales'". Otros advierten que la violencia sexual no debería ser categorizada como un acto de terrorismo, porque tal categorización podría provocar consecuencias peligrosas. Catherine M. Russell, Embajadora en Misión Especial para Asuntos Globales de la Mujer, afirma que "la deshumanización de las mujeres y las niñas es central para la campaña de terror del EI, a través de la cual destruye comunidades, recompensa a sus combatientes y alimenta su maldad. Una coalición que lucha contra el EI también debe luchar contra esta forma particularmente atroz de brutalidad". La atención mundial se centró en el EI debido a sus puntos de vista contrastantes con los de la sociedad moderna. Se dice que "la organización adoptó políticas ideológicamente motivadas que autorizaban ciertas formas de violencia sexual, incluida la esclavitud sexual y el matrimonio infantil, definiendo quiénes podían ser objeto de ataques y regulando las condiciones en las que se podía perpetrar esa violencia".
El 6 de septiembre de 2014, Defend International lanzó una campaña mundial titulada "Salvemos a los yazidíes: el mundo tiene que actuar ahora" para crear conciencia sobre la tragedia de los yazidíes en Sinjar; coordinar actividades relacionadas con la intensificación de los esfuerzos destinados a rescatar a las mujeres y niñas yazidíes y cristianas capturadas por el EI, y construir un puente entre los socios potenciales y las comunidades cuyo trabajo es relevante para la campaña, incluidos individuos, agrupaciones y organizaciones activas en las áreas de los derechos de las mujeres y las niñas, entre otros, así como actores involucrados en poner fin a la esclavitud moderna y la violencia contra las mujeres y las niñas.
El 14 de octubre de 2014, la Dra. Widad Akrawi, de Defend International, dedicó su Premio Internacional Pfeffer de la Paz 2014 a los yazidíes, los cristianos y todos los residentes de Kobane porque, dijo, los hechos sobre el terreno demuestran que estas personas pacíficas no están seguras en sus enclaves y, por lo tanto, necesitan urgentemente la atención inmediata de la comunidad mundial. Pidió a la comunidad internacional que se asegure de que las víctimas no sean olvidadas; deben ser rescatadas, protegidas, asistidas plenamente y compensadas de manera justa. El 4 de noviembre de 2014, la Dra. Akrawi dijo que "la comunidad internacional debería definir lo que les está sucediendo a los yazidíes como un crimen contra la humanidad, un crimen contra el patrimonio cultural de la región y una limpieza étnica", añadiendo que las mujeres yazidíes están siendo sometidas a una violencia sistemática de género y que el EI está utilizando la esclavitud y la violación como armas de guerra". El 3 de noviembre de 2014 apareció en Internet la "lista de precios" para mujeres yazidíes y cristianas emitida por el EI. La Dra. Akrawi y su equipo fueron los primeros en verificar la autenticidad del documento. El 4 de noviembre de 2014, la Dra. Akrawi compartió una versión traducida del documento. El 4 de agosto de 2015, un funcionario de la ONU confirmó la autenticidad del mismo documento.
Un informe de las Naciones Unidas publicado el 2 de octubre de 2014, basado en 500 entrevistas con testigos, estableció que el EI llevó a entre 450 y 500 mujeres y niñas a la región iraquí de Nínive en agosto, desde donde "150 niñas y mujeres solteras, predominantemente de las comunidades yazidíes y cristianas, fueron transportadas a Siria, ya sea para ser entregadas a combatientes del EI como recompensa o para ser vendidas como esclavas sexuales". A mediados de octubre, la ONU confirmó que entre 5.000 y 7.000 mujeres y niños yazidíes habían sido secuestrados por el EI y vendidos como esclavos. En noviembre de 2014, la Comisión de Investigación de la ONU sobre Siria dijo que el EI estaba cometiendo crímenes contra la humanidad. En 2016, la Comisión para la Justicia y la Rendición de Cuentas Internacionales dijo que habían identificado a 34 miembros de alto rango del EI que fueron fundamentales en el comercio sistemático de esclavas sexuales y planeaban procesarlos después del final de las hostilidades.
En una declaración del 21 de abril de 2021 Cecilia Jiménez-Damary, Relatora Especial de las Naciones Unidas sobre los derechos humanos de los desplazados internos, acogió con satisfacción la aprobación por parte del Parlamento iraquí de la Ley sobre los supervivientes yazidíes como "un paso importante hacia la promoción de la justicia por los crímenes cometidos por el EI" y expresó su preocupación por la situación no abordada de los niños nacidos de violaciones cometidas por combatientes del EI.

## Ejemplos de violencia sexual por parte de ISIS

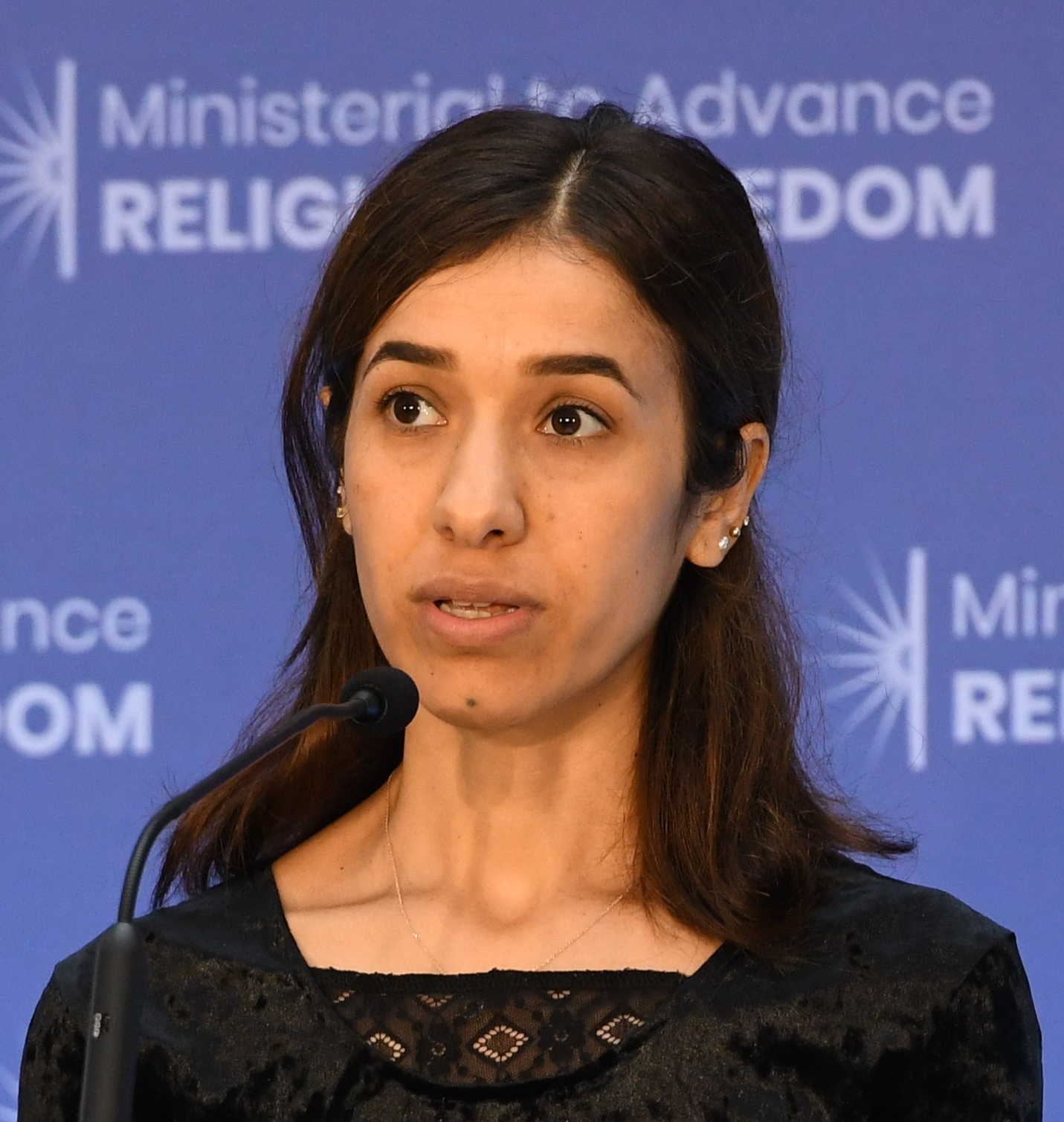
Nadia Murad, destacada activista de derechos humanos yazidí y sobreviviente de la esclavitud sexual de ISIS, habla en la Reunión Ministerial para Promover la Libertad Religiosa en el Departamento de Estado de Estados Unidos en Washington D. C.

Según un informe, la captura de ciudades iraquíes por parte del EI en junio de 2014 estuvo acompañada de un aumento de los crímenes contra las mujeres, incluidos secuestros y violaciones. The Guardian informó que la agenda extremista del EI se extendía a los cuerpos de las mujeres y que las mujeres que vivían bajo su control estaban siendo capturadas y violadas. A los combatientes se les dice que son libres de tener relaciones sexuales y violar a mujeres cautivas no musulmanas. A estos militantes se les "permitió explícitamente practicar el coitus interrumpus con esclavas para evitar la inseminación involuntaria".
Hannaa Edwar, una destacada defensora de los derechos de las mujeres en Bagdad que dirige una ONG llamada Asociación Iraquí Al-Amal (IAA), dijo que ninguno de sus contactos en Mosul pudo confirmar ningún caso de violación. Sin embargo, otra activista de los derechos de las mujeres con base en Bagdad, Basma al-Khateeb, dijo que en Irak existía una cultura de violencia contra las mujeres en general y estaba segura de que la violencia sexual contra las mujeres estaba ocurriendo en Mosul y que involucraba no sólo al EI sino a todos los grupos armados.
En un comunicado de prensa de las Naciones Unidas en Irak del 12 de agosto de 2014, los representantes informaron que “nos están llegando de manera alarmante relatos atroces sobre el secuestro y la detención de mujeres, niñas y niños yazidíes, cristianos, turcomanos y shabak, y denuncias de violaciones salvajes”. Los casos de violencia sexual parecen estar aumentando, y algunas estimaciones totalizan 1.500 cautivos yazidíes y cristianos obligados a la esclavitud sexual.
Amnistía Internacional infiere que el EI ha “lanzado una campaña sistemática de limpieza étnica en el norte de Irak”, donde “muchos de los retenidos por el EI han sido amenazados con violación o agresión sexual o presionados para convertirse al Islam. En algunos casos, familias enteras han sido secuestradas”. Por lo tanto, estos crímenes van más allá de la violencia de género, ya que los hombres, además de las mujeres, son el objetivo. En este caso, la violencia sexual se emplea para lograr un objetivo político, la conversión religiosa al Islam, tal como lo interpreta el EI.
Las niñas yazidíes en Irak presuntamente violadas por combatientes del EI se han suicidado saltando desde el monte Sinjar, como se describe en la declaración de un testigo. La violencia sexual experimentada por las víctimas del Estado Islámico, que varía en frecuencia y gravedad, incluye impactos tanto físicos como psicológicos que alteran la calidad de vida de estas personas. La evidencia de "consecuencias físicas o relacionadas con la salud incluirá trauma, problemas somáticos, embarazo, infecciones de transmisión sexual, comportamiento de aislamiento social y revictimización sexual. Las consecuencias psicológicas o mentales incluirán pensamientos suicidas o intentos de suicidio, depresión, trastorno de estrés postraumático (TEPT), estrés, ansiedad, trastornos del sueño, trastornos alimentarios, abuso de sustancias, autolesiones, ataques de pánico, graves daños sobre lacalidad de vida y la autoestima".
Haleh Esfandiari, del Centro Internacional para Académicos Woodrow Wilson, ha destacado el abuso de las mujeres locales por parte de los militantes del EI después de que han capturado una zona. "Normalmente llevan a las mujeres mayores a un mercado de esclavos improvisado y tratan de venderlas. Las chicas más jóvenes... son violadas o casadas con combatientes", dijo, añadiendo: "Se basa en matrimonios temporales, y una vez que estos combatientes han tenido relaciones sexuales con estas chicas jóvenes, simplemente las pasan a otros combatientes". Hablando de las mujeres yazidíes capturadas por el EI, Nazand Begikhani dijo que "estas mujeres han sido tratadas como ganado... Han sido sometidas a violencia física y sexual, incluyendo violación sistemática y esclavitud sexual. Han sido expuestas en mercados de Mosul y en Raqqa, Siria, con etiquetas de precio". Dabiq describe "esta esclavización a gran escala" de los no musulmanes como "probablemente la primera desde el abandono de la ley Sharia".
El 29 de septiembre de 2014, The Guardian informó que el EI había ampliado sus esfuerzos de reclutamiento a mujeres occidentales, pidiéndoles que se unieran al movimiento para tener hijos para el nuevo califato. Cientos de mujeres, predominantemente de entre 16 y 24 años, se han radicalizado y han abandonado a sus familias, hogares y países para unirse a la yihad en nombre del EI. Al menos una de ellas tiene apenas 13 años.
El Estado Islámico también había reclutado a combatientes extranjeros de todo el mundo para unirse a sus filas. Se estima que entre 2013 y 2014, hubo aproximadamente 5.000 combatientes extranjeros activos en territorio del EI, cifra que creció exponencialmente hasta superar los 40.000 a mediados de 2018. La integración de los extranjeros del EI en el califato recién establecido fue clave, dado que "las filas del EI mostraban profundas divisiones lingüísticas y culturales debido al reclutamiento de combatientes extranjeros de todo el mundo". Los líderes del EI habían utilizado directamente los actos de violencia sexual contra las mujeres como un método para mejorar las relaciones entre los combatientes extranjeros y locales, lo que sirvió para cimentar relaciones positivas y consolidar alianzas. La evidencia ha demostrado que "si bien los combatientes locales también participaron activamente, los combatientes extranjeros parecen haber desempeñado un papel central en los sistemas de violencia sexual del EI".
En diciembre de 2014, el Ministerio de Derechos Humanos iraquí anunció que el Estado Islámico había asesinado a más de 150 mujeres y niñas en Faluya que se negaron a participar en la yihad sexual.
Poco después de que se confirmara la muerte de la rehén estadounidense Kayla Mueller el 10 de febrero de 2015, varios medios de comunicación informaron que la comunidad de inteligencia estadounidense creía que ella podría haber sido entregada como esposa a un combatiente del EI.
En agosto de 2015 se confirmó que había sido obligada a casarse con Abu Bakr al-Baghdadi, quien la violó repetidamente.
El Washington Post informó que "el líder del Estado Islámico mantuvo personalmente como rehén a una mujer estadounidense de 26 años [Mueller] y la violó repetidamente". La Oficina Federal de Investigaciones (FBI) de Estados Unidos informó a la familia Mueller que Abu Bakr al-Baghdadi había abusado sexualmente de Kayla Mueller y que ésta también había sido torturada. La viuda de Abu Sayyaf, Umm Sayyaf, confirmó que su marido había sido el principal abusador de Mueller.